# Roy Welensky
Sir Raphael "Roy" Welensky (1907. január 20. – 1991. december 5.) mozdonymérnök, afrikai politikus, a Közép-afrikai Föderáció második és egyben utolsó miniszterelnöke (1956–1963).

## Élete

### Ifjúsága
1907-ben született, egy litvániai zsidó bevándorló apa (Michael Welensky) és egy afrikaans anya hetedik gyermekeként. A szegény családban nevelkedő Welensky 15 évesen otthagyta az iskolapadot és csatlakozott a vasútépítőkhöz. 17 esztendős mikor először kezdett politikával foglalkozni, a vasutasok szervezetének keretei között.

### Politikai pályája
1938 és 1953 között tagja volt a Dél-Rhodesiai Törvényhozó Testületnek, majd a végrehajtó tanács tagja (1940‑1953). A második világháború alatt kifejtett munkájáért lovaggá ütötték (1953). Ugyanebben az esztendőben (1953) a Brit Közép-Afrika három protektorátusát föderáció keretében összekapcsolták Közép-afrikai Föderáció (Federation of of the Central Africa ‑ FCA) néven. Ennek az országnak lett ő a védelmi minisztere, majd 1953 és 1956 között szállítmányozási, tájékoztatási és postaügyi minisztere. Sir Godfrey Huggins miniszterelnök helyettese (1955‑1956). 1956. november 2-től miniszterelnök és egyben külügyminiszter (1963-ig). Sir Roy Welensky a „fehér szupremácia” úttörőjeként szakadatlanul a domíniumi státusz elnyeréséért lobbizott Londonban. 1965-ben Dél-Rhodesia függetlenítette magát az államszövetségtől, ettől az évtől távoltartotta magát a politikától. 1981-ben hagyta el hazáját és költözött Angliába.

### Családja
Első feleségétől, Elizabeth Hendersontól († 1970) egy fia és egy lánya született. Második feleségével, Valerie-vel 1972-ben házasodott össze, akitől két lánya született.